# ...As the Day She Was Born
...As the Day She Was Born is de vijftiende aflevering van het veertiende seizoen van de televisieserie ER, die voor het eerst werd uitgezonden op 17 april 2008.

## Verhaal
Dr. Lockhart komt aan in Kroatië en wordt daar herenigd met haar man dr. Kovac en zoon Joe.
Dr. Rasgotra is klaar met haar stage op de afdeling orthopedie en wil dolgraag naar huis, omdat zij doodmoe is. Maar door een fout in de planning moet zij meteen door met werken op de afdeling chirurgie. Daar maakt zij kennis met Sheryl Hawkins, een moeder van vier kinderen. Tussen haar en Sheryl ontstaat een klik. Ondertussen baalt zij ervan dat iedereen haar verjaardag vergeet.
De grootouders van Sarah zijn in de stad en brengen samen met dr. Gates de dag door. Wanneer opa opeens in elkaar zakt, wordt hij met spoed naar het ziekenhuis gebracht, waar blijkt dat zijn hart niet goed werkt. De doktoren verzekeren hem dat het weer goedkomt met hem. Sarah heeft pijnlijke herinneringen aan het ziekenhuis, omdat haar moeder er overleed. Ondertussen maakt hij Taggart duidelijk dat zijn gevoelens voor haar serieus zijn.
Dr. Pratt probeert een nieuwe manier van leidinggeven aan het personeel uit. Samen met Taggart behandelt hij een patiënt die op het eerste oog mishandeld wordt door zijn zoon. Uiteindelijk blijkt de waarheid toch anders te liggen. Thuis wordt hij buitengezet door zijn vriendin dr. DeJesus.

## Rolverdeling

### Hoofdrollen
- Mekhi Phifer - Dr. Gregory Pratt
- Parminder Nagra - Dr. Neela Rasgrota
- John Stamos - Dr. Tony Gates
- Scott Grimes - Dr. Archie Morris
- Leland Orser - Dr. Lucien Dubenko
- Gina Ravera - Dr. Bettina DeJesus
- Linda Cardellini - verpleegster Samantha Taggart
- Lily Mariye - verpleegster Lily Jarvik
- Bellina Logan - verpleegster Kit
- Louie Liberti - ambulancemedewerker Bardelli
- Steven Christopher Parker - Harold Zelinsky
- Chloe Greenfield - Sarah Riley
- Troy Evans - Frank Martin

### Gastrollen (selectie)
- Frances Conroy - Becky Riley
- Aida Turturro - Sheryl Hawkins
- Bill Bolender - Hank Riley
- Jake Thomas - Nick Riley
- Katsy Chappell - moderator
- William Christian - Hayward
- Lenny Citrano - Martin
- Jack Guzman - Morgan
- Michelle Wong - Tiffany